# Идрицкий район
Идрицкий район — административно-территориальная единица в составе Ленинградской и Западной, Калининской и Великолукской областей РСФСР, существовавшая в 1927—1932 и 1936—1959 годах.

## Район в 1927—1932 годах
Идрицкий район в составе Великолукского округа Ленинградской области был образован 1 августа 1927 года. В район вошло 15 сельсоветов: Бояриновский, Знаменский, Идрицкий, Калининский, Красноармейский, Красный, Луначарский, Максютинский, Мостищенский, Новый, Первомайский, Пролетарский, Родионовский, Рыковский, Чайкинский.
В 1929 году Великолукский округ был передан в Западную область.
30 июля 1930 года в результате ликвидации окружного деления Идрицкий район перешёл в прямое подчинение Западной области.
1 января 1932 года Идрицкий район был упразднён. При этом Бояриновский, Максютинский, Мостищенский, Новый, Первомайский, Рыковский, Чайкинский с/с отошли к Себежскому району, а Знаменский, Идрицкий, Калининский, Красноармейский, Красный, Луначарский, Пролетарский, Родионовский — к Пустошкинскому району.

## Район в 1936—1959 годах
Вторично Идрицкий район в составе Великолукского округа Калининской области был образован 1 июня 1936 года. В район вошло 18 сельсоветов: Бояриновский, Долосчанский, Идрицкий, Калининский, Максютинский, Мостищенский, Нищанский, Новый, Первомайский, Рыковский, Родионовский, Скороходовский, Чайкинский были переданы из Себежского района, а Знаменский, Красноармейский, Красный, Луначарский, Пролетарский — из Пустошкинского.
В 1937 году Рыковский с/с переименован в Тележниковский.
4 мая 1938 года район был передан в Опочецкий округ Калининской области, существовавший до февраля 1941 года, а 22 августа 1944 года — в Великолукскую область.
В 1954 году Калининский с/с присоединён к Идрицкому, Луначарский к Красноармейскому, Пролетарский к Знаменскому, Первомайский к Бояриновскому, Скороходовский к Долосчанскому, Нищанский к Тележниковскому, Чайкинский к Мостищенскому.
2 октября 1957 года в связи с упразднением Великолукской области Идрицкий район был передан в Псковскую область.
3 октября 1959 года Идрицкий район был упразднён, а его территория присоединена к Себежскому району.